# The Guardian
The Guardian – dziennik brytyjski prezentujący poglądy centrolewicowe, przez wiele lat zbliżony do Partii Pracy, wydawany przez Guardian News & Media (część Guardian Media Group plc). Jeden z największych dzienników w Wielkiej Brytanii.

## Opis
Założony w 1821 w Manchesterze (jako tygodnik Manchester Guardian), przez handlarza bawełną, później dziennikarza Johna Edwarda Taylora. Pierwszy numer ukazał się 5 maja. Artykuły napisali członkowie grupy nonkonformistycznych liberałów „Little Circle”: John Edward Taylor, John Brotherton (kaznodzieja), Archibald Prentice (późniejszy redaktor „Manchester Times”), John Shuttleworth (przemysłowiec i reformator miejski), Absalom Watkin (reformator parlamentarny), Thomas Potter (późniejszy burmistrz Manchesteru) i Richard Potter (późniejszy poseł do Wigan). Pomysł nowej gazety wsparł również wpływowy wówczas dziennikarz i drukarz Jeremiah Garnett.
Pierwszy numer Manchester Guardian kosztował 7 pensów, co było bardzo dużą kwotą. 4 pensy stanowiły obowiązkową opłatę skarbową. Dopiero w 1836 roku zniesiono dodatkowe koszty i gazeta drukowana była dwa razy na tydzień. Kiedy w 1855 roku zniesiono i podatki, The Guardian stał się codzienną gazetą.
Od 1961 gazeta ukazuje się również w Londynie. Wychodzi od poniedziałku do soboty. Zawiera obszerny dział międzynarodowy, zajmuje się też tematyką literacko-artystyczną. Jest pierwszym brytyjskim dziennikiem wydanym całkowicie w kolorze. Jego siostrzaną gazetą jest wydawany w niedzielę The Observer.
W wyborach parlamentarnych w roku 2010 poparł Liberalnych Demokratów, jednocześnie zalecał głosowanie taktyczne przeciwko Partii Konserwatywnej.
Guardian Media Group wydaje też międzynarodowy tygodnik The Guardian Weekly, zawierający wybrane artykuły z pism The Guardian i The Observer, a także amerykańskiego The Washington Post i francuskiego Le Monde.
Ze względu na częste literówki, The Guardian bywa niekiedy nazywany The Grauniad – z tego względu gazeta zarejestrowała adres grauniad.co.uk, który przekierowuje na stronę internetową dziennika.
Od 2005 r. dziennik był oferowany w rozmiarze berliner, a od 15 stycznia 2017 roku zaczął się ukazywać w formacie typowym dla tabloidów.

## Nagrody
Reporterzy dziennika zdobyli liczne nagrody, w tym:
- Reporter of the Year (Nick Davies, 1999; Paul Lewis, 2009; Rob Evans i Paul Lewis, 2013);
- Foreign Reporter of the Year (James Meek, 2003; Ghaith Abdul-Ahad, 2007);
- Scoop of the Year (Millie Dowler, 2011)
- Young Journalist of the Year (Emma Brockes, 2000; Patrick Kingsley, 2013);
- Columnist of the Year (Polly Toynbee, 2006; Charlie Brooker, 2008);
- Critic of the Year (Marina O’Loughlin, 2015);
- Feature Writer of the Year (Emma Brockes, 2001; Tanya Gold, 2009; Amelia Gentleman, 2010)[6];
- Cartoonist of the Year (Steve Bell, 2002);
- Political Journalist of the Year (Patrick Wintour, 2006; Andrew Sparrow, 2010)[6];
- Science & Health Journalist of the Year (Sarah Boseley, 2015);
- Business & Finance Journalist of the Year (Ian Griffiths, 2004; Simon Goodley, 2014);
- Interviewer of the Year (Decca Aitkenhead, 2008);
- Sports Reporter of the Year (David Lacey, 2002);
- Sports Photographer of the Year (Tom Jenkins, 2003, 2005, 2006, 2015);
- Website of the Year (guardian.com/uk, 1999, 2001, 2007, 2008, 2015);
- Digital Journalist of the Year (Dan Milmo, 2001; Sean Smith, 2007; Dave Hill, 2008)
- Supplement of the Year (Guardian’s Guides to..., 2006; Weekend Magazine, 2015)
- Special Supplement of the Year (World Cup 2010 Guide, 2010)

Inne nagrody:
- Bevins Prize za investigative journalism (Paul Lewis, 2010);
- Martha Gellhorn Prize w kat. Journalism (Nick Davies, 1999; Chris McGreal, 2003; Ghaith Abdul-Ahad, 2005; Ian Cobain, 2009).

## Redaktorzy naczelni[7]
- John Edward Taylor (1821–44)
- Jeremiah Garnett (1844–61) (wraz z Russellem Scottem Taylor w latach 1847–1848)
- Edward Taylor (1861–72)
- Charles Prestwich Scott (1872–1929)
- Ted Scott (1929–32)
- William Percival Crozier (1932–44)
- Alfred Powell Wadsworth (1944–56)
- Alastair Hetherington (1956–75)
- Peter Preston (1975–95)
- Alan Rusbridger (1995–2015)
- Katharine Viner (2015–)

## Regularni współpracownicy (dawni i obecni)
| Publicyści i dziennikarze - David Aaronovitch - James Agate - Ian Aitken - Decca Aitkenhead - Brian Aldiss - Tariq Ali - John Arlott - Mark Arnold-Forster - Jackie Ashley - Dilpazier Aslam - Harriet Baber - Nancy Banks-Smith - Leonard Barden - Laura Barton - Catherine Bennett - Marcel Berlins - Michael Billington - Heston Blumenthal - Sidney Blumenthal - Boutros Boutros-Ghali - Frankie Boyle - Mark Boyle - Lloyd Bradley - Russell Brand - Emma Brockes - Charlie Brooker - Thom Brooks - Guy Browning - Alex Brummer - Inayat Bunglawala - Madeleine Bunting - Julie Burchill - Simon Callow - James Cameron - Duncan Campbell - Neville Cardus - Damian Carrington - Alexander Chancellor - Felicity Cloake - Kira Cochrane - Mark Cocker - Alistair Cooke - G.D.H. Cole - John Cole - Rosalind Coward - Gavyn Davies - Robin Denselow - Beth Ditto - Tim Dowling - Terry Eagleton - Larry Elliott - Matthew Engel - Edzard Ernst - Harold Evans - Evelyn Flinders - Paul Foot - Liz Forgan - Brian J. Ford - Dawn Foster - Michael Frayn - Jonathan Freedland - Hadley Freeman | - Timothy Garton Ash - Tanya Gold - Ben Goldacre - Victor Gollancz - Richard Gott - A.C. Grayling - Roy Greenslade - Germaine Greer - A. Harry Griffin - Ben Hammersley - Clifford Harper - Patrick Haseldine - Max Hastings - Roy Hattersley - David Hencke - Georgina Henry - Isabel Hilton - L.T. Hobhouse - J.A. Hobson - Tom Hodgkinson - Will Hodgkinson - Simon Hoggart - Stewart Holden - Clare Hollingworth - Will Hutton - Marina Hyde - C.L.R. James - Erwin James (pseudonym) - Waldemar Januszczak - Simon Jenkins - Stanley Johnson - Owen Jones - Alex Kapranos - Saeed Kamali Dehghan - Victor Keegan - Martin Kelner - Emma Kennedy - Maev Kennedy - Martin Kettle - Arthur Koestler - Aleks Krotoski - Mark Lawson - David Leigh - Rod Liddle - Sue Limb (jako Dulcie Domum) - Maureen Lipman - Joris Luyendijk - John Maddox - Derek Malcolm - Johnjoe McFadden - Dan McDougall - Neil McIntosh - David McKie - Gareth McLean - Anna Minton - George Monbiot - C.E. Montague - Suzanne Moore - Malcolm Muggeridge | - James Naughtie - Richard Norton-Taylor - Maggie O’Kane - Susie Orbach - Greg Palast - David Pallister - Michael Parkinson - 'Salam Pax' - Jim Perrin - Melanie Phillips - Helen Pidd - John Pilger - Anna Politkowska - Peter Preston - Tim Radford - Arthur Ransome - Adam Raphael - Andrew Rawnsley - Brian Redhead - James H Reeve - Gillian Reynolds - Jon Ronson - Mike Selvey - Norman Shrapnel - Frank Sidebottom - Michael Simkins - Posy Simmonds - Howard Spring - Jean Stead - David Steel - Jonathan Steele - Mary Stott - Allegra Stratton - John Sutherland - R.H. Tawney - A.J.P. Taylor - Simon Tisdall - Arnold Toynbee - Polly Toynbee - Jill Tweedie - Bibi van der Zee - F.A. Voigt - Ed Vulliamy - Hank Wangford - Jonathan Watts - Brian Whitaker - Michael White - Ann Widdecombe - Zoe Williams - Ted Wragg - Hugo Young - Gary Younge - Xue Xinran - Tony Zappone - Slavoj Žižek - Victor Zorza | Rysownicy - David Austin - Steve Bell - Joe Berger - Berger & Wyse - Berke Breathed - Biff - Peter Clarke - Les Gibbard - John Kent - Jamie Lenman - David Low - Martin Rowson - Posy Simmonds - Garry Trudeau Satyryści - Jeremy Hardy - Armando Iannucci - Terry Jones - Craig Brown jako „Bel Littlejohn” - John O’Farrell - Mark Steel Eksperci - Tim Atkin - Matthew Fort - Malcolm Gluck - Tim Hayward - Jack Schofield Fotografowie i edytorzy zdjęć - Herbert Walter Doughty (pierwszy fotograf, 1908) - Eamonn McCabe - Sean Smith |